# 氢卤化反应
氫卤化反應是指卤化氫（如氯化氫和溴化氫）与烯烃发生親電加成反應生成對應的卤代烃。

如果雙鍵中的兩個碳原子被不同數目的氫原子連着，卤素通常會加在連氫最少（取代最多）的碳原子上，這規則稱作馬可尼可夫法則。這是因為氢卤酸HX裡的氫原子被烯烴收納而結合為最穩定的碳正離子（相對穩定度：3°>2°>1°>甲基），同時製造出卤素負離子。
基於親電的碳正離子和親核的卤素負離子的存在，會進行其連串的單分子親核取代反應，形成最終的產物。
一個氫氯化的簡單例子：茚與氯化氫混合：

## 反加成
在過氧化物中，溴化氫會以反加成的方式和烯烴結合。 這是因為這個化學反應以最穩定的碳自由基作中間體進行（相對穩定度：3° > 2° > 1°>甲基），而不是碳正離子。這個化學反應的機制和鏈反應（如自由基卥化）類似，它們的過氧化物會推動溴自由基的形成。因此，當溴化氫與過氧化物結合時，溴原子會加到連氫最多的碳原子上，氫原子會加到連氫最小的碳原子上。然而，此過程受溴化氫的加成限制。
除了溴化氫外，其他化卤化氫不會以以上的方式和烯烴結合，原因如下：
氟化氫：氟化氫中的氫氟鍵非常強，因此在傳遞的过程中无氟自由基产生。
氯化氫：氯化氫會以非常緩慢的方式反應，所以那個反應是沒有用的。這是因為氯化氫的氫氯鍵很強，因此反應的第二個步驟會由于供热不足而非常慢。（此為吸熱反應）
碘化氫：在傳播的第一個步驟，由於碳碘鍵太弱，它釋放的熱能不足使這反應持续进行。